# Episodi di Grey's Anatomy (diciannovesima stagione)
La diciannovesima stagione della serie televisiva Grey's Anatomy, composta da venti episodi, è stata trasmessa in prima visione assoluta negli Stati Uniti d'America da ABC dal 6 ottobre 2022, divisa in due parti: la prima fino al 10 novembre, mentre la seconda dal 23 febbraio al 18 maggio 2023.
In Italia la stagione è stata pubblicata sul servizio on-demand Disney+ dal 2 novembre 2022 al 21 giugno 2023, divisa in tre parti: la prima fino al 7 dicembre, la seconda dal 28 marzo 2023, originariamente prevista per il 22 marzo, al 10 maggio, mentre la terza dal 31 maggio al 21 giugno 2023.
Da questa stagione vedremo l'attrice Ellen Pompeo (Meredith Grey) ridurre il suo coinvolgimento nella serie, infatti sarà presente in soli 8 episodi della serie mentre Kelly McCreary (Maggie Pierce) abbandona il suo ruolo per dedicarsi a nuovi progetti. Kate Walsh (Addison Montgomery) tornerà sul set con un ruolo ricorrente. Tornano nei loro ruoli Jesse Williams (Jackson Avery) e Greg Germann (Thomas Koracik) come special guest.
Da questa stagione entrano nel cast regolare 5 nuove matricole interpretate da Alexis Floyd, Harry Shum Jr., Adelaide Kane, Midori Francis e Niko Terho.
| nº | Titolo originale                    | Titolo Italia                       | Prima TV USA     | Pubblicazione Italia |
| -- | ----------------------------------- | ----------------------------------- | ---------------- | -------------------- |
| 1  | Everything Has Changed              | Tutto è cambiato                    | 6 ottobre 2022   | 2 novembre 2022      |
| 2  | Wasn't Expecting That               | Non me l'aspettavo                  | 13 ottobre 2022  | 9 novembre 2022      |
| 3  | Let's Talk About Sex                | Parliamo di sesso                   | 20 ottobre 2022  | 16 novembre 2022     |
| 4  | Haunted                             | Tormentati                          | 27 ottobre 2022  | 23 novembre 2022     |
| 5  | When I Get to the Border            | Quando arrivo al confine            | 3 novembre 2022  | 30 novembre 2022     |
| 6  | Thunderstruck                       | Folgorati                           | 10 novembre 2022 | 7 dicembre 2022      |
| 7  | I'll Follow The Sun                 | Seguirò il sole                     | 23 febbraio 2023 | 28 marzo 2023        |
| 8  | All Star                            | All Star                            | 2 marzo 2023     | 29 marzo 2023        |
| 9  | Love Don't Cost a Thing             | L'amore non costa nulla             | 9 marzo 2023     | 5 aprile 2023        |
| 10 | Sisters Are Doin' It for Themselves | Le sorelle lo fanno per loro stesse | 16 marzo 2023    | 12 aprile 2023       |
| 11 | Training Day                        | Giornata di formazione              | 23 marzo 2023    | 19 aprile 2023       |
| 12 | Pick Yourself Up                    | Rialzati                            | 30 marzo 2023    | 26 aprile 2023       |
| 13 | Cowgirls Don't Cry                  | Le cowgirl non piangono             | 6 aprile 2023    | 3 maggio 2023        |
| 14 | Shadow of Your Love                 | L'ombra del tuo amore               | 13 aprile 2023   | 10 maggio 2023       |
| 15 | Mama Who Bore Me                    | La mamma che mi ha partorito        | 13 aprile 2023   | 10 maggio 2023       |
| 16 | Gunpowder and Lead                  | Polvere da sparo e piombo           | 20 aprile 2023   | 31 maggio 2023       |
| 17 | Come Fly With Me                    | Vieni a volare con me               | 4 maggio 2023    | 7 giugno 2023        |
| 18 | Ready to Run                        | Pronti a correre                    | 11 maggio 2023   | 14 giugno 2023       |
| 19 | Wedding Bell Blues                  | Campane a nozze                     | 18 maggio 2023   | 21 giugno 2023       |
| 20 | Happily Ever After?                 | E vissero felici e contenti?        | 18 maggio 2023   | 21 giugno 2023       |

## Tutto è cambiato
- Titolo originale: Everything Has Changed
- Diretto da: Debbie Allen
- Scritto da: Krista Vernoff

### Trama
Sono passati sei mesi dalla chiusura del programma di specializzazione. Con Meredith capo di chirurgia,  inizia il primo gruppo di nuovi specializzandi della nuova specializzazione. I cinque specializzandi sono tre ragazze e due ragazzi: Jules Millin, che ha avuto una notte d'amore con Link senza sapere che fosse suo capo; Mika Yasuda; Simone Griffin, la cui madre è morta di parto al Seattle Grace; Benson “Blue” Kwan e Lucas Adams, nipote in incognito di Amelia e Meredith, poiché figlio di una sorella Shepherd.  Un incidente provoca una serie di morti donatori di organi e per questa occasione arriva a Seattle Nick. Meredith subito lo evita e poi gli chiede di fermarsi a lavorare in ospedale come responsabile degli specializzandi.  Levi, essendo l'unico dei vecchi specializzandi rimasti, ottiene l'incarico di capo degli specializzandi. Owen e Teddy rientrano, ma Owen deve essere sempre monitorato per poter tenere la licenza medica.

## Non me l'aspettavo
- Titolo originale: Wasn't Expecting That
- Diretto da: Pete Chatmon
- Scritto da: Meg Marinis

### Trama
Tutti sono pronti a intervenire per Chase, uno studente universitario che presenta una serie di sintomi misteriosi, tra cui un'eruzione cutanea su tutto il corpo, difficoltà respiratorie e sanguinamento da ogni orifizio. Mentre tutti gli specializzandi sono impegnati nel determinare la fonte dei sintomi, Jules e Simone riescono a dare un nome alla diagnosi prima che sia troppo tardi. Nel frattempo, Mika viene messa al servizio di Teddy e Owen, ma passa tutto il tempo a guardarli discutere sulla necessità di Owen di essere controllato da un medico per ogni cosa che fa. Meredith è sempre più infastidita da tutti i cambiamenti che Nick sta introducendo come nuovo direttore della clinica senza averli sottoposti a lei, anche se alla fine rivela di essere ancora innamorata di lui. Anche Maggie e Winston sono in disaccordo per tutto il giorno poiché il perfezionismo di Maggie ostacola la capacità di Winston di fare il suo lavoro da solo.

## Parliamo di sesso
- Titolo originale: Let's Talk About Sex
- Diretto da: Kevin McKidd
- Scritto da: Michelle Lirtzman

### Trama
Addison è in ospedale per tenere una lezione di educazione sessuale a un gruppo di studenti delle scuole superiori, parlando di tutto ciò che riguarda il sesso e la ginecologia. Questo compito ben presto viene affidato agli specializzandi. Inizialmente la maggior parte degli studenti è tutt'altro che interessata, ma quando gli specializzandi iniziano a dare consigli su come fare del buon sesso riescono ad ottenere la loro attenzione, nel mentre però una ragazza si rende conto che forse è incinta e ne parla a Addison. Lei e Schmitt, dopo alcuni esami, confermano che la ragazza è incinta e lei non vuole tenere il bambino chiedendo ai medici di aiutarla ad abortire. Anche un'altra studentessa viene ricoverata in ospedale dopo essersi inginocchiata per il dolore durante la lezione e si scopre che ha una torsione ovarica, che Bailey, Jo e Addison operano con successo. Nick trascorre la giornata con Zola, che si trova in ospedale a causa di frequenti attacchi di panico a scuola. Kai, in visita dal Minnesota, nota la naturale capacità di Zola di ottenere ottimi risultati nei test cognitivi e Nick suggerisce a Meredith che potrebbe essere il motivo per cui Zola ha difficoltà a scuola. Intanto Teddy ed Owen ritrovano la loro intimità.

## Tormentati
- Titolo originale: Haunted
- Diretto da: Amyn Kaderali
- Scritto da: Jamie Denbo

### Trama
È la notte di Halloween al
Grey Sloan Memorial.
Meredith e Nick cercano di trascorrere del tempo da soli insieme; Levi è stressato a causa del superlavoro e Winston e Owen fanno praticare agli specializzandi un allenamento sui traumi su un vero cadavere.

## Quando arrivo al confine
- Titolo originale: When I Get to the Border
- Diretto da: Jesse Williams
- Scritto da: Julie Wong

### Trama
Bailey e Addison fanno un viaggio per fare volontariato in un centro di pianificazione familiare, ma la gravidanza extrauterina di una paziente porta a delle complicazioni ed alla morte della paziente in viaggio. Addison decide, quindi, di attrezzare un camper per poter effettuare visite a domicilio.
Altrove, le matricole indagano sulla presunta relazione di Lucas con Amelia: pensano, infatti, erroneamente, che i due siano amanti. Lucas vuole continuare a nascondere ai suoi colleghi di essere un Sheperd per evitare che gli altri lo vedano come un raccomandato.

## Folgorati
- Titolo originale: Thunderstruck
- Diretto da: Michael W. Watkins
- Scritto da: Jase Miles-Perez

### Trama
Sulla scia di notizie che cambiano la vita, un temporale colpisce Grey Sloan. I chirurghi e le matricole presenti lavorano insieme per salvare un giornalista ferito e la famiglia colpita dalla tempesta. Nel frattempo, un amato autore subisce un intervento chirurgico rischioso e sorgono complicazioni dalla tempesta. Infatti, mentre Winston e Maggie stanno litigando a casa di Meredith, un fulmine colpisce la casa provocando un incendio.  
- Note: questo episodio conclude un evento crossover che inizia con il sesto episodio della sesta stagione di Station 19.

## Seguirò il sole
- Titolo originale: I'll Follow The Sun
- Diretto da: Debbie Allen
- Scritto da: Krista Vernoff

### Trama
Durante l'ultimo giorno di Meredith al Grey Sloan, i medici organizzano una sorpresa d'addio e Nick si confronta con la donna sul futuro della loro relazione. Nel frattempo gli specializzandi fanno a gara per assistere a una procedura innovativa.

## All Star
- Titolo originale: All Star
- Diretto da: Allison Liddi-Brown
- Scritto da: Briana Belser

### Trama
Teddy prende una decisione difficile, mentre Maggie e Winston non si parlano. Link cerca il sostegno emotivo di Jo mentre si prepara per un intervento chirurgico su un noto atleta. Simone e Lucas sono sorpresi da un'improbabile visita.

## L'amore non costa nulla
- Titolo originale: Love Don't Cost a Thing
- Diretto da: Kevin McKidd
- Scritto da: Jess Righthand

### Trama
A casa Grey, Mika e Lucas danno una festa, a cui inaspettatamente prende parte anche Trey, l’ex fidanzato di Simone. La situazione tra i due è piuttosto complicata. Il giovane critica la nuova vita della ragazza e vuole che torni a casa con lui. Simone non sa che fare e si rifugia in Lucas.
Al Grey Sloan Memorial Hospital, invece, Maggie si occupa di una paziente col cancro, assistita da Jules e Blue. Quest’ultimo, però, oltrepassa i limiti e viene rimosso dal caso.
Infine, Teddy e Owen cercano di risolvere i problemi del loro matrimonio con l’aiuto della Bailey, mentre Link finalmente ha una piccola vittoria dopo un periodo nero.

## Le sorelle lo stanno facendo per se stesse
- Titolo originale: Sisters Are Doin' It for Themselves
- Diretto da: Linda Klein
- Scritto da: Tameson Duffy

## Giornata di formazione
- Titolo originale: Training Day
- Diretto da: Kim Raver
- Scritto da: Meg Marinis e Julie Wong

### Trama
Addison torna al Grey Sloan per aiutare Bailey, Jo e Carina a formare un corso di ostetricia e ginecologia per dare assistenza sanitaria alle donne, in particolare nell'aborto, che è stato vietato. Il lavoro di Addison in Illinois l'ha portata a essere sottoposta a doxing, causandole un grave stress mentale, e la sua presenza amplifica le solite proteste all'esterno fino a farle diventare violente. Benson viene colpito da un mattone lanciato attraverso una finestra. Bailey tiene un discorso di incoraggiamento per convincere la squadra a far nascere un bambino insieme. Teddy si fa avanti per gestire la crisi e l'eccesso di pazienti della clinica con l'aiuto di Richard. Nel frattempo, Nick dà lezioni a un Lucas insicuro mentre continua a fare casini di fronte a Maggie, il cui trapianto di polmone fallisce quando il fidanzato/donatore subisce lesioni toraciche in un incidente d'auto. Winston mette a segno una procedura complessa per preservare il polmone del paziente, impressionando Owen. Simone anticipa la data del suo matrimonio quando la storia di una paziente la colpisce.

## Rialzati
- Titolo originale: Pick Yourself Up
- Diretto da: Kevin McKidd
- Scritto da: Scott D. Brown

### Trama
Dopo l’incidente, Addison e Tia vengono subito portate in ospedale, per cui Teddy invoca il lockdown. Come si poteva ipotizzare vista la dinamica, ad essere in gravi condizioni è solo la specializzanda. Addison, infatti, ha subito solo un colpo laterale, che le ha provocato la dislocazione di una spalla. Tia invece, essendo incinta, rischia anche di perdere il bambino. Jo, Carina, Owen, la Bailey e Webber si occupano di lei, ma anche Addison vuole dare una mano. Così, dopo un controllo da parte di Amelia e dopo l’intervento di Link, che le ha reinserito la spalla, la dottoressa Montgomery è pronta a fare il suo dovere. Tia ha bisogno di un cesareo d’urgenza, poiché potrebbe essere l’unica possibilità per il bambino. Lei ormai sembra senza speranza, invece, alla fine la Bailey riesce a ritrovare il battito. Nel frattempo, Amelia controlla anche le condizioni di Blue, in seguito al colpo alla testa. Dal momento che non si può ancora escludere una commozione cerebrale, lo mette in panchina sotto la supervisione di Jules. Insieme si occupano di una paziente del pronto soccorso, l’amica della coinquilina della Millin, anche lei presente. A sorpresa si tratta di una signora anziana, tanto che in un primo momento Blue la scambia per la nonna della collega. Scopriamo quindi che Jules risiede in una casa di riposo. Facendo degli esami, emerge che le due signore hanno contratto la gonorrea. Schmitt consiglia, dunque, loro di contattare i loro partner sessuali per avvisarli. Ad un certo punto entrambi chiamato la stessa persona, un certo Hal. Nel frattempo, la situazione tra Maggie e Winston non migliora. Il trapianto di cuore da loro eseguito è finito su una rivista scientifica, ma Ndugu è appena menzionato. Si convince, dunque, che la moglie non lo rispetti. Yasuda, invece, fatica a riprendersi dal trauma a cui ha assistito. A lei ci pensa Webber, il quale riesce a tranquillizzarla. In tutto ciò, Addison, Carina, Jo e gli altri continuano a seguire Tia e il piccolo Connor, fino a stabilire che entrambi sono finalmente fuori pericolo. Lo stress comincia a farsi sentire. La Wilson, infatti, crolla in ascensore insieme a Link. Dopo un secondo controllo ad Addison, Amelia cerca di far sfogare l’ex cognata. A quel punto la Montgomery ammette di non potersi prendere alcuna pausa. È un cavaliere solitario e non teme di ripartire con la sua unità mobile (PRT).

## Le cowgirl non piangono
- Titolo originale: Cowgirls Don't Cry
- Diretto da: Chandra Wilson
- Scritto da: Mark Driscoll

### Trama
Maggie e Winston sono in terapia di coppia. Dopo un incoraggiamento da parte del terapeuta, Maggie dice che apprezza soprattutto la gentilezza di Winston. A sua volta, Winston dice che apprezza il fatto che Maggie sia lì, poiché dimostra che è disposta a lavorare sulla loro relazione, e aggiunge che apprezza quanto Maggie lavori duramente. Maggie domanda perché questo dovrebbe essere un problema. Winston non ha detto che lo fosse.
Link trova Jo ancora a letto mentre i bambini sono pronti per uscire. Lei non si sente bene e gli chiede di portare Luna all'asilo.
Ben sta portando Bailey al lavoro. Ha il giorno libero. Lei sa che lui la sta semplicemente tenendo sotto controllo. Arrivano all'ospedale e lei gli mostra che hanno esteso il perimetro di sicurezza. Lei sostiene che starà bene.
Mika arriva in ritardo al Centro di Donazione Biomedica per la sua donazione bimestrale. Viene pesata e le dicono che è sotto peso di tre libbre, il che significa che non può donare e perde la ricompensa di 75 dollari.
Levi fa una videochiamata a Carlos e lo invita nella stanza di riposo al quarto piano. Carlos è a Phoenix perché ha finito il suo lavoro a Seattle. Levi non lo sapeva. Carlos dice che Levi sembrava sempre più interessato alla stanza di riposo che a parlare. Riattacca su Levi.
Simone racconta di come il fratello di Trey abbia pianto quando gli ha chiesto di essere il suo testimone. Lei e sua sorella non si parlano. Benson chiarisce a Jules che Simone le sta chiedendo di essere la sua damigella d'onore, ma Jules rifiuta. Lucas arriva arrabbiato perché Simone e Mika l'hanno lasciato di nuovo. Era in ritardo, nonostante il fatto che gli avessero dato un orario di partenza anticipato, quindi l'hanno lasciato. Mika rimane indietro per prendere una scatola di pasticcini da un cestino della spazzatura. Mentre si mette un donut in bocca, si gira e vede Teddy che la sta guardando. Mika se ne va goffamente. Teddy finisce la sua chiamata e dice ad Amelia che molti ospedali stanno cercando di reclutare Maggie dopo il suo articolo. Amelia non aveva sentito parlare delle offerte. Promette di parlare con Maggie per convincerla a rimanere.
Giù al pronto soccorso, Owen assegna a Simone un caso di raffreddore mentre porta Benson sull'eliporto per accogliere un trauma in arrivo da un ospedale rurale. Mika si avvicina a un paziente che tossisce alla reception quando un uomo con un forte dolore addominale entra. Lucas e Simone si precipitano da lui.
Nell'ascensore, Owen informa Benson che un torero è stato sbalzato e calpestato da un toro. Benson odia il rodeo, torturare gli animali per far sentire più uomo qualcuno dipendente dal testosterone. Il paziente si rivela essere Georgia Arkins, una ragazza di 16 anni. Ha una emorragia retroepatica da una lacerazione della vena cava inferiore e fratture multiple alle vertebre lombari. Georgia vuole provare di nuovo perché è durata solo 5 secondi sul toro.
Winston dice che Maggie ha ricevuto numerose offerte straordinarie. Maggie parla con entusiasmo della ricerca sui cuori bioartificiali a cui è stata invitata a partecipare al Heart Center di Chicago. Maggie ama Chicago e la sua pizza deep-dish. Winston non è un fan degli inverni lì e critica la pizza. Il terapeuta chiede a Maggie se ci sta pensando. Mentre inizia a rispondere, Winston interviene dicendo che si è già trasferito attraverso il paese per lei. Poi, quando ha cambiato specialità, sempre per lei, ha perso tutto il rispetto che aveva per lui. Maggie gli chiede di non metterle parole in bocca, ma lui fa notare che erano le sue esatte parole. Maggie riceve un messaggio e dice che deve andare. Winston pensa che se ne stia andando perché ora è lei sotto pressione, mentre lui ha sopportato la sua tregua per settimane fino a che non l'hanno finalmente convinta. Non può dire di essere sorpreso. Lei gli mostra che il messaggio era una chiamata di emergenza, visto che è di turno per i traumi. Se ne va.
Link torna da Jo con del caffè. Sa che non è malata. Ha preso un giorno personale. Sa che il suo corpo fa male per farla rallentare. Sa che merita un giorno di riposo. Le ha portato i mini donut con la glassa rosa che le piacciono.
Richard sta esaminando l'addome di Seth. Si sente come se le sue intestina fossero tritate e chiede antidolorifici, ma Richard vuole finire l'esame fisico prima. Richard fa escludere a Simone e Lucas l'appendicite con esami di laboratorio e una scansione.
Maggie si unisce ad Amelia, Jules, Owen e Benson nella sala traumi. Owen la informa sull'emorragia retroepatica, che sembra contenuta per ora. Amelia diagnostica fratture multiple esplosive, una delle quali richiede un intervento immediato. Georgia chiede ai medici di non informare i suoi genitori, date le loro reazioni alle lesioni precedenti. Maggie decide di non operare dato che l'ematoma è stabile. Sarà lì a monitorare mentre Amelia lavora sulla colonna vertebrale.
Mika sta esaminando Natalie Benardi, la paziente che tossisce. Vuole una radiografia, ma Natalie dice che non può permettersela con il suo lavoro a basso salario senza benefici. Vuole solo degli antibiotici. Mika ha bisogno dell'imaging per sapere quanto è grave la situazione. Promette che tornerà.
Levi è al bar di Joe con Taryn. Dice che Carlos lo ha accusato di interessarsi solo al sesso. Levi pensa di essere la vittima mentre Taryn dice che detiene il potere come medico. Levi dice che nella cultura gay, quello più attraente detiene il potere, quindi Carlos in questo caso. Levi è solo il bravo ragazzo che ancora una volta è stato lasciato. Taryn dice che gli internisti che vengono a bere qui non pensano che sia così bravo. Levi se ne va per tornare al lavoro.
Owen, Maggie e Amelia stanno parlando con i genitori di Georgia. L'opzione più sicura sarebbe monitorare Georgia in terapia intensiva. Probabilmente sarebbe paralizzata, ma lasciare l'ematoma intatto offre una migliore possibilità di sopravvivenza. Cody dice che sembra che l'ematoma possa rompersi in qualsiasi momento, cosa che Maggie conferma. Chiede quindi ai medici di operare per salvare la capacità di Georgia di cavalcare.
Lucas e Richard stanno esaminando le scansioni di Seth. Lucas è rapido a dire che non c'è causa per i suoi lamenti. Mentre Richard gli dice che sta andando troppo veloce, Simone arriva per informarli che Seth è stato in più pronto soccorsi nelle ultime tre settimane. È stato dimesso ogni volta con una prescrizione di antidolorifici controllati.
I medici di Seth lo confrontano con le sue visite precedenti al pronto soccorso e il suo record che mostra una storia di uso di droghe che ha trascurato di dire loro. Seth giura di non avere una dipendenza. Da giovane analista di private equity, aveva bisogno di adderall per andare avanti, ma non lo usa da anni. Richard ha contattato gli altri medici, che non hanno visto nulla nelle scansioni. Lucas suggerisce che hanno bisogno di più tempo per studiare le immagini, ma Richard dice che quegli altri medici non erano internisti. Richard decide di eseguire test aggiuntivi e se sono negativi, Seth sarà dimesso con un rinvio a uno specialista delle dipendenze. Seth si rammarica di aver mai confessato il suo uso di droghe.
Mentre Benson e Jules aiutano le infermiere di sala a preparare la sala operatoria, Amelia confronta Maggie nella sala di sterilizzazione. Amelia è sicura che se Maggie chiedesse a Teddy o Richard ciò di cui ha bisogno per la sua ricerca, lo approverebbero. Jules informa che Georgia è pronta.
Lucas scopre che Simone gli ha dato un orario sbagliato per le sessioni di studio prima. Simone viene informata che tutti i test di Seth sono risultati negativi, tranne l'analisi delle urine, che mostra l'uso di oppioidi. Simone decide di dimettere Seth secondo le istruzioni di Richard, ma Lucas chiama Tessa Hobbes. Ha giurato che avrebbe seguito il suo istinto dopo averla persa e il suo istinto gli dice che Seth non sta mentendo. Chiede a Simone di sostenerlo questa volta.
La pressione di Georgia è stabile finora mentre Amelia lavora sulla sua colonna vertebrale. Mika si unisce a Teddy al pronto soccorso e chiede se possono fare la radiografia del suo paziente gratuitamente. Teddy le dice di seguire il protocollo e compilare i moduli per la contabilità, cosa che potrebbe richiedere un giorno. Mika spiega che i suoi pazienti a basso reddito sono più soggetti a sviluppare gravi complicazioni e lei non vuole che ciò accada. Ha bisogno di diagnosticare e trattare correttamente il suo paziente. Teddy le dice di non fermarsi lì, ma di parlare con Schmitt e con la direzione di aumentare il numero di esami gratuiti. Apre il barattolo dei suggerimenti per finanziare la radiografia. Mika accetta, poi chiede se Teddy può approvare la sua richiesta di 75 dollari dal fondo di solidarietà degli internisti. Teddy rifiuta.
Richard sta operando su Seth con Lucas. Simone viene a dare una mano. Mentre Lucas le racconta delle sue sedute di terapia per elaborare la morte di Tessa, Richard scopre la causa del dolore di Seth: la presenza di un linfonodo mesenterico ingrossato che è stato nascosto dietro l'angolo di un intestino. È raro, ma non impossibile. Il linfonodo verrà rimosso. Richard elogia Lucas per la sua insistenza e Simone per il suo supporto.
Owen e Maggie si rendono conto che l'ematoma di Georgia sta rompendosi. La chiamata di emergenza di Maggie era per Ben, che ha portato Bailey in ospedale con una ferita alla mano. Owen, Maggie e Bailey lavorano insieme su Georgia.
Maggie e Amelia finiscono l'operazione su Georgia e si uniscono a Teddy e Mika, che ha i risultati della radiografia di Natalie. Dimostrano la presenza di un ascesso polmonare. La diagnosi è tempestiva, dato che è stato rilevato presto. Natalie dovrà prendere antibiotici per un mese. Maggie ricorda a Mika di seguire sempre il protocollo. Amelia racconta di un internista che ha chiesto donazioni di forniture per il pronto soccorso, ma era sempre impegnata nel lavoro.
Teddy ringrazia Owen per averla fatta uscire con Georgia. Lei si scusa per aver fatto arrabbiare lui e Bailey la settimana prima. Owen loda Maggie per l'operazione. Maggie non è sicura di essere riuscita a rimanere calma se non fosse stato per Winston. Bailey dice a Maggie di non lasciare Seattle. La amano lì e Maggie le manca come sorella. Se Maggie va, si sentirà male.
Levi invita Taryn a unirsi a lui al pronto soccorso. Non vuole più uscire con nessuno del personale. Taryn dice che è perché Levi ha capito che Carlos non era giusto per lui. Levi ammette di essere attratto da Carlos, ma non è pronto per una relazione seria.
Jo ringrazia Link per averle lasciato il tempo di riposare. Lei è convinta di avere bisogno di un giorno in più. Chiede a Link di non farlo sapere a nessuno. Mentre Link esce, Winston arriva per parlare con Jo. Dice che il terapeuta non è adatto a lui. Jo sa che le sue difficoltà con Maggie non sono risolvibili in una sola seduta. Winston dice che deve scegliere la ricerca per se stessa. Se Maggie decide di rimanere, lui la seguirà. Ma se Maggie se ne va, lui non sarà più suo marito.

## L'ombra del tuo amore
- Titolo originale: Shadow of Your Love
- Diretto da: Allison Liddi-Brown
- Scritto da: Beto Skubs

### Trama
Mentre Maggie sta impacchettando le sue cose nel suo appartamento, una foto del suo matrimonio con Winston sul comodino cattura la sua attenzione.
Winston passa correndo davanti a Richard nel parcheggio dell'ospedale. Richard è confuso nel vederlo da solo.
Kai arriva all'appartamento di Amelia. Ha preso l'intera giornata libera. Iniziano a baciarsi.
Simone e Lucas arrivano in ospedale. Simone rimuove un altro volantino di doxing contro Bailey da un'auto.
Ben accompagna Bailey all'ingresso. Pensa che dovrebbe cambiare il suo numero di cellulare e l'indirizzo e-mail, ma lei si rifiuta di lasciare che i doxers vincano. Ben pensa che peggiorerà e suggerisce di trasferirsi in una casa in affitto per sei mesi. Bailey insiste che passerà. Quando riceve un'altra chiamata da un numero sconosciuto, decide di far sorvegliare il suo telefono da un tirocinante.
Mika viene svegliata dall'arrivo degli altri tirocinanti. Ha fatto un turno tardi al Joe's ed è rimasta a dormire nella stanza degli armadietti. Simone e Lucas hanno una degustazione di torte stasera. Jules si rammarica che oggi sia l'ultimo giorno di Maggie. I tirocinanti sono sorpresi quando Mika condivide che apparentemente Winston rimane. Jules pensa che i matrimoni distraggano dal realizzare il proprio pieno potenziale individuale. Benson fa notare che Mika sembra ancora sconcertata prima di poter uscire.
Una Jo ridacchiante e sorridente e Link salgono sull'ascensore con Teddy e Owen. Jo ha usato una connessione con il gestore di una popolare pizzeria per ottenere una prenotazione per lei e Link. Una volta scesi, Teddy commenta il loro flirtare, definendolo disordinato. Owen ricorda che erano così anche loro, ma Teddy non vuole sentirne parlare.
Mika e Lucas arrivano al pronto soccorso. Lui commenta che odora di alcol, ma lei replica che sta facendo l'uomo d'onore per qualcuno che ama. I paramedici portano William Hudson, con una deformità dell'arto superiore sinistro e una contusione addominale. Mentre lo spostano in una stanza di emergenza, i paramedici rivelano che ha cercato di spedirsi alla sua ragazza in Florida per il suo compleanno e è caduto dal nastro trasportatore. Mika va a chiamare Owen.
Viv Soares e Nola Marques intercettano Jules e Simone nella hall. Insistono per parlare con la dottoressa Maggie Pierce, per cui hanno guidato 400 miglia. Nola ha un timoma gigante che sta schiacciando il suo cuore e non se ne andranno finché non avranno parlato con Maggie.
Richard trova Maggie che impacchetta le sue cose nella sala degli attendenti. Riconosce che tutto sta accadendo velocemente per lei, ma è una grande opportunità. Richard pensava che il Grey Sloan significasse più per lei di un trampolino di lancio. Ai suoi tempi, si accettava un lavoro dopo il fellowship e si restava lì fino alla pensione. La lealtà contava. Maggie chiede se non dovrebbe perseguire una ricerca che salverebbe migliaia di vite, per lealtà. Richard fa notare che ha iniziato a farlo qui con Winston. Maggie inizia a dire che non si scuserà, ma viene interrotta da Viv che urla attraverso l'interfono per vedere la dottoressa Margaret Pierce alla postazione infermieristica. Maggie dice a Richard che parleranno più tardi e se ne va.
Una folla si è radunata attorno a Viv, che ha preso in mano il telefono alla postazione infermieristica. Maggie arriva. Jules dice che hanno chiamato la sicurezza. Viv è entusiasta di incontrare Maggie e le mostra le scansioni di Nola sul suo telefono. Maggie fa organizzare ai tirocinanti una stanza per Nola in modo da poter fare una consulenza adeguata, ma avverte Viv di non tirare mai più una simile trovata.
Levi sta esaminando Grayson Friedman, che ha dolore addominale. Richard arriva e saluta i genitori. Benson presenta il caso. Richard ha diagnosticato a Grayson la colite ulcerosa quando aveva 8 anni e finora hanno gestito il caso con i farmaci. Stamattina è svenuto a causa del dolore. Grayson teme di dover fare un intervento chirurgico, il che significa un'ostomia, ma Richard gli dice che prima scopriranno cosa sta succedendo.
Fuori dalla stanza, ordina esami del sangue, farmaci e scansioni. Levi poi gli chiede di parlare di fellowship. Richard è costernato di sentire che non ha ancora fatto domanda dato che ha presentato raccomandazioni per la maggior parte dei candidati mesi fa. Richard gli dice di darsi una regolata. Benson finge di non aver ascoltato.
Viv è impressionata dal fatto che Nola venga esaminata da Maggie Pierce. Simone presenta il caso. Nola ha un timoma che sta comprimendo il cuore e la vascolarizzazione, portando alla sindrome della vena cava superiore. Viv e Nola sono amiche dai tempi delle elementari. Formano una band chiamata Double Helix, ma non si sono esibite da quando è stata diagnosticata a Nola. Viv l'ha trascinata da ogni chirurgo cardiaco del Nordovest, ma tutti hanno ritenuto l'intervento troppo rischioso. Maggie vuole nuove scansioni. Jules e Simone se ne vanno per organizzare le immagini.
Nella sala trauma, William racconta ai suoi medici che ha cercato di fare un grande gesto romantico. Owen lo paragona al suo viaggio in Germania. Link ordina radiografie per valutare una possibile frattura.
Mentre si allontanano, Teddy dice che la lezione qui è che il romanticismo può essere fatale. Owen dice che può anche salvare vite. Teddy pensa che stia solo cercando di dimostrarle che si sbaglia dato che non ha notato che Jo e Link stavano flirtando. Link ribatte che sono solo amici. Teddy aggiunge che hanno dormito insieme, con grande sorpresa di Link, e chiede di essere chiamata quando arrivano le scansioni.
In attesa delle scansioni di Grayson, Benson chiede a Levi come sia arrivato al quarto anno senza una direzione chiara. Levi dice che c'era la pandemia e il programma di residenza è stato chiuso. Benson traccia ogni specialità in un foglio di calcolo e monitora le tendenze in ciascuna area. Grayson è sempre più nervoso. Levi gli dice di cantare o canticchiare una canzone. Grayson inizia a cantare una canzone ebraica. Si sta preparando per il suo bar mitzvah. Le scansioni mostrano una colite acuta grave.
Kai sta cucinando nell'appartamento di Amelia. Propongono una passeggiata dopo aver mangiato. Amelia si rende conto che non ci saranno più le cene della domenica. I resti della cucina di Maggie la portano sempre fino al mercoledì. Amelia ha una storia di crisi quando le persone la lasciano, che comporta allontanarsi dai propri cari, iniziare litigi, mancanza di sonno e rivelare i suoi peggiori istinti alle persone che sono volate a trovarla per prendersi cura di lei. Kai riconosce che è un grande cambiamento. Amelia farà del suo meglio per non essere triste mentre Kai è lì.
Bailey arriva al pronto soccorso e dice che ha un lavoro per Mika. Le affida il suo telefono. Può rispondere solo alle chiamate provenienti dall'ospedale o dal marito, Ben Warren. Lucas scherza dicendo che potrebbe arrivare a sorvegliare anche il tablet di Bailey. Arriva una chiamata anonima.
Levi e Benson sono con Grayson, il cui bar mitzvah è tra 36 ore, quando Richard entra furioso nella stanza. Sa che Grayson non ha preso i suoi farmaci a causa dei risultati di laboratorio. Grayson lo ammette. I farmaci lo fanno sentire stanco e una volta è svenuto davanti a tutti. I suoi occhi hanno iniziato a bruciare e ha avuto un'eruzione cutanea che Eloise Schurmann ha visto. Richard lo interrompe e dice che ha bisogno di un intervento chirurgico. Grayson pensa di poter arrivare al suo bar mitzvah senza intervento chirurgico, ma Richard non è d'accordo. Benson dice che l'infiammazione si diffonderebbe ulteriormente e potrebbe morire senza intervento chirurgico. Richard dice che parlerà con i genitori di Grayson dato che chiaramente non è abbastanza maturo da capire la gravità della situazione.
Owen vuole esaminare i filmati di William con Link, che continua a essere distratto dai messaggi di Jo. È una semplice frattura omerale lievemente scomposta, che Link ridurrà una volta che Owen e Teddy avranno finito con l'intervento esplorativo per la lacerazione splenica. Link continua a ridere al suo telefono e chiede un’opinione ad Owen, che però non ne ha una in merito e il suo ultimo consiglio sulla relazione non è andato bene. Mika e Lucas passano e vanno a preparare William per l'intervento chirurgico.
Jules e Simone stanno facendo il lavoro pre-operatorio su Nola. I genitori di Jules hanno girato con una band per un breve periodo. Viv è l'unico contatto di emergenza di Nola. Jules commenta che non hai bisogno di un coniuge quando hai un compagno di band. Simone dice che andranno a parlare con la dottoressa Pierce.
Fuori dalla stanza, Simone chiede a Jules perché stia disprezzando il matrimonio quando Simone sta per sposarsi. A Jules non importa. Simone insiste che non è una distrazione dato che è concentrata sul diventare chirurgo da quando aveva 8 anni. Jules si chiede chi stia cercando di convincere. Viv chiede aiuto. Nola ha iniziato a ansimare e ha perso conoscenza. I tirocinanti iniziano a somministrare ossigeno e chiamano Maggie.
Maggie arriva e viene informata che Nola ha ingorgo giugulare, ipotensione e toni cardiaci ovattati, indicando un tamponamento cardiaco. Maggie guida Simone nell'esecuzione della pericardiocentesi, che esegue perfettamente. I suoi parametri vitali tornano alla normalità. Maggie dice che non hanno molto tempo prima che il liquido si accumuli di nuovo. Ha chiamato Winston e ha spostato Nola nell'unità di terapia intensiva coronarica.
Mentre Mika e Lucas portano William in sala operatoria, il telefono di Bailey continua a squillare. Mika decide di rispondere e insulta il chiamante, solo per scoprire che è l'optometrista che chiama per gli occhiali di Tuck.
Grayson sta giocando a Minecraft per distrarsi. Spera che Richard voglia ancora essere il suo medico dopo averlo deluso. Levi è sicuro che lo vorrà; anche lui ha deluso Richard. Grayson dice che i suoi compagni di classe lo chiamano "difettoso" dato che è sempre nell'infermeria a prendere i suoi farmaci. Levi capisce cosa vuol dire voler essere normale, ma ha smesso di farlo e ha finito per piacersi molto di più. Grayson dice di essere pronto per l'intervento.
Winston incontra Maggie nella sala di imaging. Ha spostato il suo volo a domani. Lo informa del caso. Nota che il tumore ha la forma di un cuore, cosa che a lei non interessa. Discutono diversi approcci. Decide di usare un patch pericardico bovino per la ricostruzione, il che consentirebbe di avere margini chiari. Decidono di operare solo loro due, senza tirocinanti, dato che non c'è margine di errore.
Amelia sta piangendo tra le braccia di Kai mentre sono a letto. Amelia è così felice che sia lì, anche se la sta spaventando. Kai dice che ci vuole molto per spaventarli. Amelia dice che questa è la prima relazione in cui può essere completamente se stessa, la regina delle crisi. Kai dice che è solo una piccola parte di chi è. Amelia teme che stiano sottovalutando la sua capacità di cadere a fondo. Kai trova l'Amelia che conosce ispirante.
Nella galleria, Simone inizia a elencare i chirurghi sposati con carriere stellari. Jules si sposta di qualche posto più in là.
In sala operatoria, Maggie avverte Winston di essere cauto con il tessuto friabile. Rimuovono la massa tumorale. Successivamente, la pressione sanguigna di Nola sale ma Maggie e Winston aspettano. È un effetto pseudo-tamponamento, spiega Winston. Il cuore di Nola non è più abituato ad avere così tanto spazio ma ora è solo e felice. Maggie dice che è ora di iniziare la ricostruzione. Iniziano il bypass su Nola.
Teddy, Owen e Link informano William che la splenectomia e la riparazione della frattura omerale sono andate bene. Teddy lascia la stanza per aggiornare la sua cartella. William dice che Rose lo ha lasciato dopo aver sentito quello che ha fatto. Si è innamorato di lei nel momento in cui l'ha vista aspettare in fila per lo Space Mountain e ha pensato che fosse l'amore della sua vita. Owen dice che lui e sua moglie sono stati amici per anni. Si sono incontrati nell'esercito e anche se ci sono voluti anni, sapeva dal momento in cui l'ha vista per la prima volta che la voleva nella sua vita. Il loro tempismo non è mai stato giusto per anni, ma la loro amicizia ha superato tutto, anche quando lei si è trasferita in un altro paese. Un giorno, Owen si è reso conto che era la persona con cui voleva parlare di tutto. Poi ha preso un aereo e le ha detto come si sentiva. Se William sa che vuole Rose nella sua vita, dovrebbe provare di nuovo. Teddy, Link, Lucas e Mika ascoltano attentamente la sua storia. William poi realizza che Rose non è quella giusta. Link si scusa.
Richard rimuove quasi tutto il colon di Grayson. Richard lo chiama sciocco al punto di essere stupido dato che i farmaci hanno funzionato a meraviglia per anni. Levi dice che alla sua età, ha avuto anche lui un momento difficile, quindi sa che Grayson si sta tormentando per questo. Nessuno di loro ha sentito Grayson dirgli che i suoi farmaci lo facevano sentire terribile oltre a lavorare sodo per un intero anno per diventare un uomo. Quindi invece di rimproverarlo, dovrebbero ascoltare cosa l'altra persona sta dicendo loro di ciò di cui ha bisogno. Questo è ciò che significa essere un buon medico o mentore.
Maggie prepara il patch, ma dato che non c'è più parete posteriore, Winston non è sicuro che il patch funzionerà. Suggerisce di accedere alle giugulari e usare l'arteria criogenica inversa e drenare nell'atrio destro. Maggie è d'accordo con la sua proposta. Iniziano a lavorare in sincronia su ciascuna vena giugulare. Creano una ricostruzione vascolare e la inseriscono senza intoppi. Dopo aver chiuso l'incisione, la folla nella galleria applaude. Si godono la gloria per un minuto.
Mika e Lucas sono infastiditi dal continuo squillare del telefono di Bailey. Lucas finisce per gettarlo in un cestino, dove continua a squillare. Mika prende il telefono dalla spazzatura proprio mentre appare Bailey. Mika suggerisce di spegnere il telefono, ma Bailey dice che non può farlo come moglie, madre e professionista di alto livello. Riprende il telefono ed è scioccata nel vedere che ha 248 chiamate perse. La gravità della situazione la colpisce.
Viv vede Maggie e Winston avvicinarsi alla sala d'attesa. Basandosi sui loro volti, teme che Nola sia morta, ma Maggie le dice felicemente che l'intervento è andato bene. Winston dice che hanno molte cose in corso, il che spiega i loro volti. Viv sapeva che Maggie era la persona giusta per il lavoro. Maggie non avrebbe potuto farlo senza Winston. Viv li abbraccia entrambi.
Grayson si sveglia nella sua stanza mentre Richard controlla la sua ostomia. I suoi genitori sono usciti a prendere qualcosa da mangiare. Grayson non voleva far arrabbiare loro o Richard. Richard ricorda il momento in cui lo hanno diagnosticato. Era preoccupato di perdere la festa di fine anno. Richard non vede l'ora di vedere cosa succederà e si sente frustrato quando prende una decisione che mette a rischio il suo futuro. Si scusa se è sembrata rabbia. Richard dice che gli daranno un nuovo tipo di farmaci. Richard gli fa promettere di dirgli se i nuovi farmaci causano problemi in modo da poter trovare una soluzione insieme.
Owen e Teddy salgono sull'ascensore. Lei menziona il suo discorso e dice che ha toccato le sue due cose preferite: dimostrarle che si sbagliava e fare sesso. Owen stava solo cercando di far sentire meglio il paziente e chiede se ha funzionato. Teddy dice che sua madre sta guardando i bambini per la notte.
Simone trova Jules nel laboratorio di abilità e le racconta di Mary Edwards Walker, la prima chirurga negli Stati Uniti, che è sposata e ha avviato uno studio con suo marito. Simone dice che il matrimonio è una seccatura. Il negozio di abiti la sta assillando per andare a farsi misurare, ma è sempre in ospedale. Non può chiedere a Lucas di misurarla e sua sorella non le parla. Jules quindi inizia a prendere le sue misure.
A casa, Link sta lottando mentre pratica la sua dichiarazione d'amore per Jo. Pensa che avrebbe dovuto scrivere una canzone. Risponde a una chiamata di Jo, che sta piangendo. L'asilo pensa che ci sia un problema con l'udito di Luna e deve essere controllata. Sta tornando a casa direttamente con Luna. Dopo aver riagganciato, spegne le candele e butta i fiori che aveva sistemato in tutto il loft in un sacchetto della spazzatura.
Ben incontra Bailey e Pru nella hall. Bailey dice che non stanno andando a casa. Ha trovato un affitto. Un numero anonimo le ha inviato una foto di Tuck a scuola. Ha cambiato il suo numero e la sua e-mail.
Mika si sveglia con gli altri tirocinanti che fanno la degustazione di torte insieme. Lucas le lancia un campione.
Winston raggiunge Maggie e le dice che è stato un inferno di modo per concludere. Maggie dice che non avrebbe trovato la soluzione senza di lui, come molte altre cose in passato. Lui la sfida e la spinge a migliorare. La ispira a non arrendersi mai. Era anche in soggezione per il modo in cui ha acceduto a quella vena giugulare.
A casa, i due si spogliano tra le scatole per il trasloco. Cadono sul letto e iniziano a fare sesso.
Kai e Amelia sono nudi a letto insieme. Amelia chiede a Kai di non tornare in Minnesota. Kai dice che non lo faranno. Il team ha chiesto loro di allestire e gestire un laboratorio a Londra con una dimensione e uno staff tripli. Volevano dirlo ad Amelia prima, ma era già così triste. Kai ha già accettato l'offerta. Amelia inizia a piangere.
Kai ha già accettato l'offerta di allestire e gestire un laboratorio a Londra con dimensioni e staff tripli rispetto a quelli di Minnesota. Decidono di trasferirsi a Londra per questa opportunità. Simone rimuove un altro dei volantini diffamatori contro Bailey da un'auto nel parcheggio dell'ospedale. Viv e Nola sono amiche dai tempi della scuola elementare. Maggie è ammirata dal modo in cui Winston ha accesso alla vena giugulare durante l'intervento chirurgico. Jules aiuta Simone a prendere le misure per il suo abito da sposa nel laboratorio di abilità. Jo e Link sono sull'ascensore con Teddy e Owen. Mika ha fatto un turno tardivo da Joe e ha dormito nello spogliatoio.

## La mamma che mi ha partorito
- Titolo originale: Mama Who Bore Me
- Diretto da: Linda Klein
- Scritto da: Alyssa Margarite Jacobson

### Trama
Con l'aiuto di Levi, un paziente festeggia un traguardo. Jo elabora una diagnosi difficile e Maggie e Winston decidono il loro futuro.

## Polvere da sparo e piombo
- Titolo originale: Gunpowder and Lead
- Diretto da: Morenike Joela Evans
- Scritto da: Michelle Lirtzman

### Trama
Amelia sfoga i suoi problemi personali sui colleghi di lavoro e le minacce contro Bailey raggiungono un punto di svolta terrificante. Lucas e Jules prendono una decisione rischiosa su un paziente e Mika lotta contro il burnout.

## Vieni a volare con me
- Titolo originale: Come Fly With Me
- Diretto da: Amyn Kaderali
- Scritto da: Kingsley Ume

### Trama
Teddy convoca una riunione di emergenza per discutere del programma di tirocinio. Link lotta con i suoi dubbi su se stesso mentre si prepara per un intervento chirurgico importante, e Nick condivide una guida tanto necessaria con un Lucas in difficoltà.

## Pronti a correre
- Titolo originale: Ready to Run
- Diretto da: Allison Liddi-Brown
- Scritto da: Julie Wong

### Trama
Richard e Teddy fanno un annuncio emozionante. Jules e Blue si scontrano sulle cure di Maxine mentre Lucas aiuta un artista a decidere su una procedura rischiosa. Jo e Mika si prendono cura di Sam mentre Simone affronta una decisione che le cambierà la vita.

## Campane a nozze
- Titolo originale: Wedding Bell Blues
- Diretto da: Kevin McKidd
- Scritto da: Krista Vernoff e Meg Marinis

### Trama
Il giorno delle nozze di Simone arriva proprio mentre la relazione tra Jo e Link raggiunge un punto di svolta importante.

## E vissero felici e contenti?
- Titolo originale: Happily Ever After?
- Diretto da: Debbie Allen
- Scritto da: Meg Marinis

### Trama
I chirurghi curanti volano a Boston, costringendo Nick e Meredith a riunirsi. Bailey riceve una grande sorpresa.